# Byun Sung-hyun
Dans ce nom coréen, le nom de famille, Byun , précède le nom personnel.
Byun Sung-hyun (hangeul : 변성현 ; RR : Byun Sung-hyun ; MR : Byun Sung-hyun) est un réalisateur et scénariste sud-coréen, né en 1980 en Corée du Sud.

## Filmographie

### Réalisateur

#### Longs métrages
- 2012 : The Beat Goes on (청춘 그루브)
- 2012 : My P.S. Partner (나의 P.S. 파트너)
- 2017 : Sans pitié (불한당: 나쁜 놈들의 세상)
- 2022 : Kingmaker (킹메이커)
- 2023 : Kill Bok-soon (길복순)

#### Courts métrages
- 2005 : Real (리얼) (co-réalisé avec Park Hyun-jin et Jinjin)
- 2006 : Moviestar (무비스타 한재호씨의 매쏘드 연기)

### Scénariste

#### Longs métrages
- 2012 : The Beat Goes on (청춘 그루브) de lui-même
- 2012 : My P.S. Partner (나의 P.S. 파트너) de lui-même (co-écrit avec Kim Min-soo)
- 2017 : Sans pitié (불한당: 나쁜 놈들의 세상) de lui-même (co-écrit avec Kim Min-soo)
- 2022 : Kingmaker (킹메이커) de lui-même (co-écrit avec Kim Min-soo)
- 2023 : Kill Bok-soon (길복순) de lui-même

#### Courts métrages
- 2005 : Real (리얼) de lui-même, Park Hyun-jin et Jinjin
- 2006 : Moviestar (무비스타 한재호씨의 매쏘드 연기) de lui-même

## Distinctions

### Récompenses
- Baeksang Arts Awards 2022 : meilleur réalisateur pour Kingmaker[1]
- Grand Bell Awards 2022 : meilleur réalisateur pour Kingmaker[2]

### Nominations et sélection
- Festival de Cannes 2017 : section « Séances de minuit » pour Sans pitié

- Baeksang Arts Awards 2022[1] :
  - Meilleur film Kingmaker
  - Meilleur scénario (partagé avec Kim Min-so)

- Blue Dragon Film Awards 2022[3] :
  - Meilleur film Kingmaker
  - Meilleur réalisateur
  - Meilleur scénario (partagé avec Kim Min-so)

- Buil Film Awards 2022 : meilleur réalisateur pour Kingmaker[4]

- Chunsa Film Art Awards 2022 : meilleur réalisateur pour Kingmaker[5]

- Grand Bell Awards 2022[6] :
  - Meilleur film Kingmaker
  - Meilleur scénario (partagé avec Kim Min-so)